# Bernd Curt Kreplin
Bernd Curt Kreplin (* 22. Januar 1883 in Hamburg; † 15. November 1941 in Leipzig) war ein deutscher Kunsthistoriker.

## Leben
Bernd Curt Kreplin war der Sohn des Juweliers Albert Kreplin und seiner Ehefrau Josefine (geborene Meffert). Er besuchte das Hamburger Wilhelm-Gymnasium, das Königliche Gymnasium in Stade sowie das Herzog-Wilhelm-Gymnasium in Braunschweig, an dem er 1903 die Reifeprüfung ablegte. Im Anschluss studierte er Kunstgeschichte, Geschichte und Philosophie an der Universität Berlin. Im Herbst 1905 wechselte er an die Universität Leipzig, wo er bei August Schmarsow am 29. Oktober 1908 promoviert wurde. Kreplin trat zunächst die Nachfolge Martin Wackernagels als Assistent von Arthur Haseloff bei der Vorbereitung von dessen Werk Die Bauten der Hohenstaufen in Unteritalien an. Er war zudem gemeinsam mit Wackernagel für die Katalogisierung der mehr als 11000 Fotografien in der Sammlung der kunstgeschichtlichen Abteilung des Deutschen Historischen Instituts in Rom betraut. Von 1912 (Band 6) bis zu seinem Tode 1941 (Band 35) war er Mitarbeiter der Redaktion des Allgemeinen Lexikons der Bildenden Künstler von der Antike bis zur Gegenwart in Leipzig, für das er zahlreiche Artikel verfasste. Seine Artikel sind häufig mit seinen Initialen „B. C. K.“ signiert. Für die Monatshefte für Kunstwissenschaft verfasste einige er Rezensionen, so beispielsweise zu Georg Pfeilschifters Beitrag Die Germanen im römischen Reiche. Theodorich der Große.

## Veröffentlichungen (Auswahl)
- Die Anfänge der Gotik in Toskana. Beiträge zur Entwicklungsgeschichte der italienischen Gotik. Dissertation Leipzig 1909 (mit Lebenslauf).
- Bibliographie zur Geschichte der Architektur II. Neuere Kunstgeschichte. Italien. In: Zeitschrift für Geschichte der Architektur. 3, 1909/10, S. 16–22 (Digitalisat).
- Italienisches Referat. In: Zeitschrift für Geschichte der Architektur. 3, 1909/10, S. 42–45 (Digitalisat).
- Rezension von: Georg Pfeilschifter: Die Germanen im römischen Reiche. Theodorich der Grosse (1911). In: Monatshefte für Kunstwissenschaft. 4, 1911, S. 522–523.